# Swynarka
Swynarka (ukr. Свинарка) – wieś na Ukrainie, w obwodzie czerkaskim, w rejonie humańskim, w hromadzie Babanka. W 2001 liczyła 439 mieszkańców, spośród których 428 wskazało jako ojczysty język ukraiński, 10 rosyjski, a 1 białoruski.